# Юхимович Остап Ігорович
Остап Ігорович Юхимович (3 липня 1976, Львів) — український дипломат.

## Життєпис
Народився 3 липня 1976 року у Львові.
З 2004 по 2008 — тимчасовий повірений у справах України у Швейцарії.
З 2004 по 2008 — тимчасовий повірений у справах України у Князівстві Ліхтенштейн за сумісництвом.
З 2008 по 2010 — референт Президента України.
З 2014 по 2018 — Радник. Тимчасовий повірений у справах України в Швейцарській Конфедерації та в Князівстві Ліхтенштейн за сумісництвом.